# Bertrand de Commarque
Bertrand de Commarque (auch: Comarque) OSB († 19. Dezember 1299 in Fréjus) war ein französischer römisch-katholischer Bischof von Fréjus.

## Leben
Bertrand de Commarque gehörte zu einer Adelsfamilie, die von der Burg Commarque im Périgord abstammte. Geburtsort und -jahr sind nicht bekannt. Er wurde Mönch der Benediktinerabtei Saint-André in Villeneuve-lès-Avignon (heute: Fort Saint-André) und wurde Prior des Priorats Le Revest in Mirabeau. Man nimmt an, dass er von Kardinal Bertrand de Saint-Martin gefördert wurde, der ebenfalls aus der Abtei Saint-André kam und von 1248 bis 1264 Bischof von Fréjus gewesen war.
Bertrand de Commarque wurde zu einem unbekannten Zeitpunkt Bischof von Fréjus. Das letzte Datum zu seinem Vorgänger ist der 20. Oktober 1276. Der erste historische Beleg seiner Wirksamkeit als Bischof von Fréjus stammt von 1281. Als solcher präsidierte er nämlich 1281 in Saint-Maximin-la-Sainte-Baume die feierliche Einsegnung der 1279 entdeckten Gebeine der Maria Magdalena, welcher dort später die Basilika Ste-Marie-Madeleine (Saint-Maximin-la-Sainte-Baume) gebaut wurde. Er nahm an zwei Provinzkonzilien teil, 1285–1286 in Riez und 1296 in Aix-en-Provence. Er starb 1299.